# Hawaii-Mönchsrobbe
Die Hawaii-Mönchsrobbe (Neomonachus schauinslandi, Synonym: Monachus schauinslandi), auch Laysan-Mönchsrobbe genannt, ist eine vom Aussterben bedrohte Mönchsrobbenart, die endemisch im tropischen Nordpazifik bei Hawaii vorkommt. Der wissenschaftliche Name verweist auf den deutschen Zoologen Hugo Hermann Schauinsland, der 1899 einen Schädel auf Laysan fand.

## Merkmale
Hawaii-Mönchsrobben ähneln mit ihrem langgestreckten Körper, dem langen Hals und dem kurzen, breiten Kopf und den kurzen Flippern (Flosse) äußerlich allen anderen Hundsrobben. Weibchen erreichen eine Länge von 2,4 m bei einem Maximalgewicht von über 270 kg, Männchen bleiben mit einer Länge von 2,10 m und einem Gewicht um 200 kg etwas kleiner. Sie sind auf der Oberseite des Körpers silber- bis schiefergrau, die Bauchseite ist cremefarben. Mit fortschreitendem Alter werden sie auf der Oberseite zunehmend bräunlich und auf der Unterseite gelblicher. Zudem können unregelmäßige Flecken auftreten und das Fell kann durch Algen grünlich oder rötlich verfärbt sein. Alte Männchen tragen oft tiefe Narben, die ihnen von Rivalen beim Streit um Weibchen zugefügt wurden. Jungtiere werden mit einem schwarzen, wolligen Fell geboren und haben ein kontrastierendes weißes Maul. Das Haarkleid der ausgewachsenen Tiere ist sehr kurz. Beim Fellwechsel lösen sich auch Fetzen alter Haut. Die Tasthaare an den Seiten der Schnauze sind weich und dunkel mit hellen Spitzen, die Tasthaarfelder dick und fleischig. Die Nasenlöcher der Hawaii-Mönchsrobbe öffnen sich nicht nach vorne, wie bei den meisten anderen Hundsrobben, sondern nach oben.

## Lebensraum und Lebensweise
Die Hawaii-Mönchsrobbe kommt endemisch rund um die Hawaiiinseln vor. Sie entfernen sich normalerweise nur bis zu 140 km von der nächsten Insel. Einzelne Tiere wurden jedoch schon beim Johnston-Atoll, beim Palmyra-Atoll und der Wake-Insel gesichtet. Hawaii-Mönchsrobben haben ein weites Nahrungsspektrum und ernähren sich von Knochenfischen (79 %), Kopffüßern (16 %) und Krebstieren (5 %). Meist werden Meeresaale, Lippfische, Soldaten- und Husarenfische, Drückerfische und Papageifische gefangen. Zum Ausruhen bevorzugen sie terrassierte Felsküsten oder Sand- und Korallensandstrände, die von Vegetation beschattet werden. Außerhalb der Paarungszeit sind die Tiere unsozial und leben allein oder Weibchen zusammen mit ihren Jungen. In Gefahrensituationen zeigen die Robben ihre Bauchseite, reißen das Maul auf und heben einen Flipper.

## Fortpflanzung
Die Fortpflanzungszeit dauert von Ende Dezember bis Mitte August. Für Paarung und Geburt werden fast ausschließlich sechs Atolle und kleine Inseln aufgesucht, die nordwestlich der Hauptinseln liegen, darunter die Midwayinseln, das Kure-Atoll, die French Frigate Shoals und die Insel Laysan und Lisianski. Die Männchen versuchen dann Strandabschnitte und die sich darauf aufhaltenden und ihre diesjährigen Jungen säugenden Weibchen unter ihre Kontrolle zu bringen und fechten untereinander heftige Kämpfe aus. In vielen Kolonien gibt es drei Mal so viele adulte Männchen wie geschlechtsreife Weibchen. Hawaii-Mönchsrobben paaren sich im Wasser. Die Jungtiere sind bei der Geburt etwa einen Meter lang und 16 bis 18 kg schwer. Sie werden sechs Wochen gesäugt.

## Gefährdung

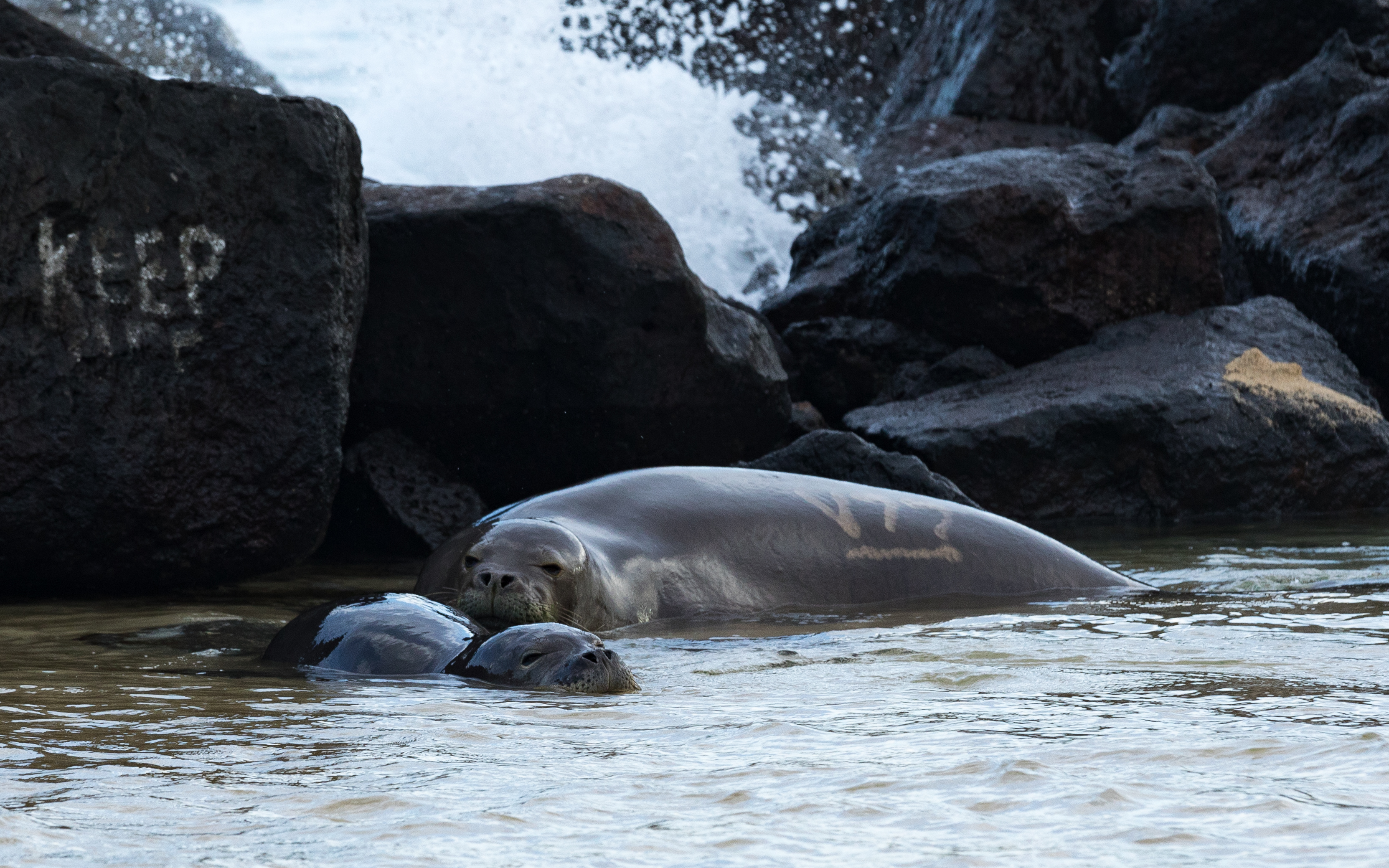
Der NOAA Fisheries Service markiert die Tiere. Hier ein mit „V77“ gekennzeichnetes Individuum vor Brennecke’s Beach bei Poʻipū, Kauaʻi.

Die IUCN schätzt die Art als vom Aussterben bedroht (Critically Endangered) ein und geht von einer verbleibenden Gesamtpopulation von 600 Tiere aus. Das Pacific Islands Regional Office der NOAA schätzte die Population im Januar 2017 auf 1.400 Individuen. Die genetische Variabilität der verbliebenen Tiere ist sehr gering. Die wichtigsten natürlichen Feinde sind der Tigerhai (Galeocerdo cuvier) und der Galapagoshai (Carcharhinus galapagensis).